# 신영철 (법조인)
신영철(申暎澈, 1954년 1월 15일)은 대한민국의 대법관을 역임한 법조인이다.

## 생애
1954년 충청남도 공주에서 태어난 신영철은 황우석이 다녔던 대전고등학교와 서울대학교 법대를 졸업하고  1976년 제18회 사법시험에서 합격해 사법연수원 8기와 공군 법무관을 마치고 판사에 임용되었다.  취미는 등산이며 부인 송은경과 2남 1녀가 있는데 장남 신동일이 2008년 사법시험에서 합격했다.
충청권 지역 몫의 대법관 0순위로 꼽혀 왔었던 신영철은 2003년 서울고등법원 형사3부 재판장으로 재직하면서 "1980년 광주민주항쟁을 배후 조종했다"는 김대중 내란음모 사건에 대해 재심 개시 결정을 하면서 내란 음모 혐의와 계엄법 위반 혐의에 대해 "1979년 12.12사태와 1980년 광주민주항쟁을 전후해 발생한 신군부의 헌정파괴범행을 저지하거나 반대함으로써 헌법의 존립과 헌정질서를 수호하기 위해 행한 정당한 행위이므로 형법 제20조의 정당행위에 해당하여 범죄가 되지 않는다" 무죄, 국가보안법 위반과 반공법 위반 혐의 등에 대해서는 면소 판결했으며 서울중앙지방법원에서 법원장으로 재직할 때 촛불 시위와 관련된 재판을 담당한 판사에게 이메일로 "헌법재판소 위헌 논란과 관련하여 재판을 지체하지 말고 신속하게 끝내라"는 취지의 외압을 행사한 이유로 법관 윤리위원회에 회부된 전력이 있으나 이명박 대통령에 의해 대법관에 임명되었다. 윤리위원회에 회부된 전력이 있는 판사로서 최초로 대법관에 임명되었다.
신영철은 2015년 2월 17일 서울 서초구 대법원 청사에서 열린 퇴임식에서 "사건은 매우 복잡해져서, 흑백이나 좌우 등의 단선적인 논리로 쉽게 재단할 수가 없게 됐다"며 "관련되는 이익이 서로 얽혀 있어서 어느 것이 소수자나 경제적 약자를 위하는 것인지 알 수 없는 경우도 있다"고 말하면서 "약자를 옹호하는 것으로 보이는 판결이 다른 약자의 권리신장에 장애가 되기도 한다"며 "사회의 변화를 적절히 반영하는 재판을 하기 위해서는 법률지식뿐만 아니라 인문사회적인 천착을 계속해 시대정신을 간파할 수 있는 폭넓은 시야와 식견을 갖추도록 해야 한다"고 했다.

## 경력
- 1981년 서울지방법원 남부지원 판사
- 1983년 서울민사지방법원 판사
- 1985년 대구지방법원 판사
- 1987년 청주지방법원 영동지원장
- 1988년 법원행정처 송무심의관
- 1989년 서울고등법원 판사
- 1990년 서울형사지방법원 판사
- 1991년 대법원 재판연구관
- 1992년 청주지방법원 부장판사
- 1995년 사법연수원  민사재판실무 총괄 교수
- 1998년 서울지방법원 부장판사
- 2000년 대전지방법원 수석부장판사
- 2001년 ~ 2003년 최종영 대법원장비서실장 (겸직)
- 2001년 ~ 2005년 서울고등법원 부장판사
- 2005년 ~ 2006년 서울중앙지방법원 형사수석부장판사
- 2006년 수원지방법원장
- 2008년 서울중앙지방법원장
- 2009년 2월 이용훈 대법원장의 추천으로 이명박 대통령으로부터 대법관 임명을 받았다.[6]
- 2015년 2월 대법관 퇴임, 단국대학교 석좌교수
- 2016년 ~ 현재 법무법인 광장 변호사[7]

## 주요 사건
- 2004년 1월 김대중 전대통령의 내란 음모 재심사건을 담당, 무죄선고.
- 2009년 5월 서청원, 양정례, 김노식 친박연대 의원들에게 국회의원직 박탈에 해당하는 형량 선고.
- 2009년 5월 삼성 에버랜드 전환사채 저가 배정 사건 판결에서 배임죄가 아니라는 견해를 밝혀 대법원 전원합의체 판결에서 6대 5로 이건희 및 에버랜드 전 사장들에게 무죄를 선고하였다.
- 2009년 10월 발행한 당채의 이자율이 시중 이자율보다 낮아 당이 재산상의 이익을 보았다는 혐의로 기소된 문국현의 공직선거법 위반 행위에 대하여 의원직 상실형인 징역 8월에 집행유예 2년을 확정 선고.[8]
- 2015년 3월 단국대학교 석좌교수 부임 건으로 학생들과 학교 측 사이에서 문제가 있었다.

## 촛불재판
2008년 7월 14일 촛불집회 관련 재판의 배당에 대하여 이정렬(40ㆍ연수원 23기) 서울동부지법 판사와 송승용(35ㆍ연수원 29기) 울산지법 판사 등이 문제를 제기하였다.
2009년 2월 10일 국회에서 열린 신영철 〈대법관 임명동의에 관한 인사청문회〉에서 촛불집회관련 사건들의 배당과정에서 문제가 없었는지에 대해 질문하자 ‘컴퓨터 프로그램에 의해 기계적으로 배당됐겠거니 생각하고 있다’고 답변했다.
2009년 2월 26일 대법원, 몰아주기 배당 의혹 조사 후 "문제없다"는 결론을 내리고 국회 법사위 보고되었다. 그러나 2009년 3월 5일 KBS 신영철 대법관 '촛불재판 판결 독촉 이메일' 발송 사실이라는 보도를 하였다. 3월 9일 경향신문은 신 대법관, 전화로도 재판 개입을 했다고 보도하였다.
2009년 3월 6일 대법원 진상조사단을 구성하여, 조사를 착수하여, 촛불집회의 재판과 관련하여, 부당한 재판 압력을 가했다는 이유로 2009년 3월 19일 대법원공직자 윤리위원회에 공식 회부되었다.
2009년 5월 8일 대법원 윤리위원회는 2008년 중앙지법원장 재직시절 촛불집회 관련사건을 맡고 있던 판사들에게 전화 또는 이메일을 보낸 것은 법원장의 직무감독 범위를 넘어서 재판에 관여한 행위라는 결론을 내리고, 신 대법관에게 경고 또는 주의촉구 등의 조치를 할 것을 권고했다.

### 법관 워크숍
그러나 대법원 공직자윤리위원회의 결과 발표에 대해 서울중앙지법 대표 자격으로 법관 워크숍에 참석했던 단독 판사는 다음과 같이 은연 중에 이뤄지는 개입 행위의 위험성을 강조했다.
| “ | 보석에 신중을 기하라는 말이나 특정 사건을 특정 재판부에 배당하는 것, `재판을 신속히 하라'는 말의 뜻을 일반인은 대수롭지 않게 생각할 수 있지만 법관 사회는 무엇을 주문하는 말인지 듣는 순간 안다. | ” |

### 판사 회의
2009년 5월 13일 대법원윤리위원회의 결정에 따라 이용훈 대법원장은 엄중경고를 하였고 이에 반발한 서울남부지방법원, 서울중앙지방법원의 단독판사들이 5월 14일 단독판사회의를 소집하였다. 서울남부지방법원과 서울중앙지방법원에서는 신영철 대법관의 행위는 〈재판권침해〉로 결론내리고, 이용훈 대법원장의 엄중 경고, 유감 표명은 사태를 진정시키는데 도움이 되지 않는다고 발표하였으며 다수 의견은 신영철 대법관의 직무 수행이 적절하지 않다는 것이었다. 2009년 5월 15일에는 서울북부지방법원, 서울동부지방법원에서 단독판사회의가 소집되었다.
서울동부지법 단독판사 16명은 15일 낮 12시30분 판사회의를 열고 신 대법관이 서울중앙지법원장 시절 촛불재판에 영향력을 행사하려 했던 행위를 명백한 재판개입으로 결론지었다. 판사들은 논의 결과를 담은 문건에서 "우리의 절대다수는 신 대법관이 더 이상 대법관의 직무를 수행하기에 부적절하다고 생각한다"고 명시했다. "직무수행 부적절 의견은 다수"라고 밝혔던 전날 서울중앙지법 판사회의 결과보다 한 단계 더 수위가 높아진 결론이다. 서울동부지법 판사들은 또 "대법원의 조치와 신 대법관의 사과가 이번 사태로 침해된 재판의 독립성과 실추된 사법부에 대한 신뢰 및 훼손된 판사의 자긍심을 회복하기에 미흡하다는 데 인식을 같이 한다"고 밝혔다. 서울북부지법 역시 이날 오후 5시30분부터 10시50분까지 단독판사회의를 열어 신 대법관의 행위를 재판 독립 침해로 규정하고 신 대법관이 대법관 직무를 수행하는 것이 부적절하다고 의결했다. 또 상당수 판사들은 용퇴를 촉구해야 한다는 의견을 내기도 했다. 단독판사회의는 다음 주에도 잇달아 개최될 예정이다.
월요일인 18일에만 서울서부지법 서울가정법원 부산지법 인천지법 수원지법 울산지법 의정부지법 등 7개 법원에서 판사회의가 열리고, 19일에는 광주지법이 판사회의를 개최한다. 특히 서울가정법원 배석판사들은 단독판사들과 함께 연석회의를 열기로 했다. 단독판사가 아닌 배석판사회의로서는 첫 사례이다. 이밖에 다른 법원에서도 판사회의 소집 움직임이 곳곳에서 감지되고 있다.
한편 조선일보나 동아일보 및 중앙일보는 이러한 움직에 부정적인 의견을 내었다. 조선일보는 회의 결과를 보도하기에 앞서 '현직 부장판사 ＂집단행동땐 司法에 외부개입 빌미 제공＂'이라는 제목으로 단독판사회의에 대한 비판을 전제하였고 동아일보는 '“사법제도 개선 힘쓸때” 신중론 우세'라고 보도하였다.
특히 동아일보는, 각 재경법원 단독판사들 중 74%(서울중앙지법)에서 65%(서울남부지법)의 판사들이 동의한 회의 소집을 '몇몇 젊은 판사가 申대법관을‘인터넷 재판’하나'라고 격하하는 사설을 5월 15일에 내보냈다.
2009년 6월 8일 이러한 언론의 움직임과는 달리 법에 가장 정통한 전국 법학 교수 165명은 《사법권 독립을 염원하는 법학자 일동》 명의의 공동 성명에서 "다양한 방법으로 재판 내용과 진행에 간여한 것으로 볼 수 있는 행위로 공정한 재판을 받을 권리를 침해하고 사법권 독립을 훼손했다"고 주장하고, "신 대법관이 자진 사퇴를 거부하고 이용훈 대법원장의 대응도 미흡한 상황에서 헌법에 마련된 탄핵소추권 발동이 필요하다"고 주장했다.
후에 그는 사퇴결심을 굳힌 것으로 보도 되었지만 아직 사퇴하지 않고 있다.

### 탄핵소추안 발의
자유선진당을 제외한 민주당과 친박연대 등 야 5당은 2009년 11월 6일 촛불시위 관련재판 개입 논란을 빚은 신영철 대법관에 대한 탄핵소추안을 발의했다. 야 5당은 탄핵소추안에서 "신 대법관은 지난해 서울중앙지법원장으로서 촛불집회 관련 사건을 특정 재판부에 몰아주기 식으로 배당했고 담당판사들에게 이메일 등을 보내 노골적으로 개입했다"며 "이는 헌법이 보장하는 법관의 독립성과 재판권을 명백히 침해한 것"이라고 밝혔다. 이어 "사법부의 독립을 근간부터 흔드는 행위를 한 신 대법관이 대법관 직무를 수행하는 것은 대한민국 사법권의 독립을 방기하는 것"이라고 강조했다. 민주당 우제창 원내대변인도 국회 브리핑에서 "사법부의 수장이 개인의 영달을 추구하고 사법부의 독립성을 파괴하는 것은 용납돼서는 안된다"고 말했다. 현직 대법관에 대해 국회 탄핵소추안이 발의된 것은 대한민국 정부 수립 후 처음이다. 2009년 11월 12일  신영철 대법관 탄핵소추안이 12일 자동폐기됐다. 이날 오전 10시로 신 대법관 탄핵안이 국회 본회의에 보고된 지 72시간을 경과, 본회의 보고 후 72시간 이내에 표결되지 않으면 자동폐기토록 한 국회법에 따라 처리가 최종 무산된 것이다. 민주당을 비롯한 야 5당 의원 전원과 무소속 정동영 신건 유성엽 의원 등 106명은 지난 6일 “신 대법관이 이메일 등을 통해 촛불집회 재판에 개입, 법관의 독립성과 재판권을 침해했다”며 탄핵소추안을 발의했으나 한나라당이 부정적 입장을 보이면서 표결되지 않았다. 이에 대해 민주당 이강래 원내대표는 의원총회에서 “신 대법관 ‘방탄’으로 일관한 한나라당의 태도는 국회사의 오점으로 기록돼 국민의 비판을 면하기 어려울 것”이라며 “국회 처리가 무산됐다고 해서 신 대법관의 위법행위가 면제되지 않으며 지금이라도 신 대법관 스스로 명예로운 길을 선택해야 한다”고 사퇴를 촉구했다.

## 같이 보기
- 사법 파동

## 저서
- 《지적재산권 민사형사판례집》, 1997-10-10, 대한변리사회